# Hedrehely, Somogy
Hedrehely  este un sat în districtul Kaposvár, județul Somogy, Ungaria, având o populație de 433 de locuitori (2011). 

## Demografie
Componența etnică a satului Hedrehely
     Maghiari (92,66%)
     Romi (5,98%)
     Germani (1,36%)
Componența confesională a satului Hedrehely
     Romano-catolici (33,72%)
     Reformați (21,48%)
     Fără religie (13,63%)
     Necunoscută (31,18%)
Conform recensământului din 2011, satul Hedrehely avea 433 de locuitori. Din punct de vedere etnic, majoritatea locuitorilor (92,66%) erau maghiari, existând și minorități de romi (5,98%) și germani (1,36%). Nu există o religie majoritară, locuitorii fiind romano-catolici (33,72%), reformați (21,48%) și persoane fără religie (13,63%). Pentru 31,18% din locuitori nu este cunoscută apartenența confesională.